# Dvojhlavý sval pažní
Dvojhlavý sval pažní (m. biceps brachii) je kosterním svalem ležícím na přední straně nadloktí, je ohybačem loketního kloubu a natahovačem kloubu ramenního. Je tedy antagonistou trojhlavého svalu, který je natahovačem loketního kloubu.

## Dvojhlavý sval pažní u člověka
Dvojhlavý sval u člověka má, jak napovídá jeho název, dvě hlavy:
- dlouhá hlava (caput longum)
- krátká hlava (caput breve)

## Začátky a úpony
Dlouhá hlava u člověka a jednotné svalové bříško u domácích savců začínají na lopatce poblíž ramenního kloubu (na výběžku zvaném tuberculum supraglenoidale), překračují pouzdro ramenního kloubu a upíná se na vřetenní kosti (tuberositas radii).
Krátká hlava začíná na lopatce mediálně od dlouhé hlavy na kostenném výběžku processus coracoideus, je vyvinuta u člověka.
Při přechodu šlachy svalu přes pouzdro ramenního kloubu se vytváří synoviální útvar usnadňující pohyb svalu, bursa intertubercularis, u člověka (a šelem) počáteční šlacha prochází přímo pouzdrem, které pro ni vytváří pochvu. Aponeurosa bicepsu se nazývá laceratus fibrosus.

## Dvojhlavý sval u zvířat
U domácích savců je dvojhlavý sval jednotný, začíná jako dlouhá hlava u člověka, krátká hlava není vyvinuta. U přežvýkavců a zvláště u koně je pomocí vazivového pruhu (lacertus fibrosus) spojen s natahovačem zápěstí a podílí se tak na umožnění neúnavného stání koně.
Někteří živočichové měli přední končetiny druhotně redukované (zakrnělé). Typickým příkladem je dravý dinosaurus druhu Tyrannosaurus rex, u kterého byly přední končetiny zhruba stejně dlouhé jako lidské, přesto byl jejich biceps dle výpočtů asi 3,5 krát silnější než u průměrně disponovaného dospělého muže. Samotný dvojhlavý sval pažní dinosaura dokázal zvednout ze země těleso o hmotnosti až 200 kilogramů.

### Ptáci
Na ptačím křídle se nachází sval, který odpovídá dvojhlavému svalu savců, působí jako ohybač loketního kloubu.
Dvojhlavý sval ptáků má tři části:
- hlava zobcovité kosti (caput coracoideum)
- hlava pažní kosti (caput humerale)
- pars propatagialis